# Summer Pockets
《Summer Pockets》是Visual Art's旗下游戏品牌Key制作並於2018年6月29号发售的一部美少女游戏。2016年12月9日，Key官方推特公布形象封面與四位女主角的人設草圖等初步情報，这部作品的主题句是「唯有那份眩目，未曾忘卻」（眩しさだけは、忘れなかった。），讲述了男主角和岛上的女孩在濑户内海的一个名为鸟白岛的离岛上相遇和交流发生的故事。2019年12月7日，Key宣布推出追加角色与剧情等的扩充版遊戲《Summer Pockets REFLECTION BLUE》，并于2020年6月26日发售。

## 剧情
普通路线
主角鷹原羽依里因大赛失利而堕落，并因过度堕落而停学。在2000年夏天，亲戚岬鏡子以整理奶奶的遺物为由邀请主角來到鳥白島生活，希望主角能走出阴影。主角与亲戚家的孩子加藤羽未同住，在岛上结识了自称可以看到未来并被诅咒的鳴瀨白羽、时常睡觉的巫女空門蒼、住在灯塔的少女紬·溫達斯、同为旅行者的久島鷗、学生会长水織静久、寻找传说的神山识以及当地少年治安团的野村美希等岛上居民。
此时玩家可以多周目游玩不同角色的个人线路；在多周目游玩过程中，同住的羽未的心智将会逐渐退化。完成所有角色的个人线路后，可以解锁ALKA路线。
ALKA路线
与普通路线一样，主角受亲戚邀请来到鳥白島生活。但此时羽未已只有幼儿水平心智，她需要家长陪伴。于是主角拜托鸣濑白羽扮演母亲、自己扮演父亲陪她玩。
在某次玩耍中，主角偶然看到羽未持有未来才会有的物品。主角询问过后，发现羽未其实来自未来，是主角和白羽二人未来的女儿「鷹原羽未」。询问中主角了解到，随着轮回次数的增加，羽未轮回的能力逐渐减弱，心智退化就是能力减弱的一个表现，这一次将是最后一次轮回。在最原始的世界中，白羽与主角相爱结婚，并在生下羽未后离世。悲伤的羽依里为了保护羽未不走上白羽的道路，将羽未带离鳥白島，并禁止她接触关于母亲的一切事物。这种保护行为导致父女二人产生隔阂:167。一次，主角回到鳥白島为白羽举办祭祀。羽未想要见到母亲、也偷偷跟着来到鳥白島。在鳥白島，羽未意外回到过去，陷入夏日轮回之中。
最终在三人度过夏天后，羽未的身形消失。随后羽未的灵魂见证白羽仍旧因生下自己而离世，甚至自己再次轮回、身形无法形成时结局也是如此。羽未由此意识到白羽可以预知未来其实也是因为她不断因自己的死亡而返回过去所致。她相信若母亲没有获得返回过去的能力，便不会被未来禁锢也就不会离世，便借助家族血脉中所有轮回者的力量，前往白羽的童年时期。玩家此时将自动进入Pocket路线。
Pocket路线
在这条线路中，羽未以全新的外表来到白羽的童年时期，她被鳴瀨家收留，得名「七海」。白羽的父亲当时刚刚意外离世，母亲突然失踪。七海陪伴悲痛寂寞的白羽度过了一个快乐的暑假，成功阻止了她获得返回过去的能力。但是，这导致未来被彻底改写，羽未很有可能将不复存在。在身份暴露后，羽未在白羽的怀中消失。时过境迁，鷹原羽依里来到鳥白島為過世的奶奶整理遺物。他花了一个暑假的时间整理仓库，也因而未能结识游戏中的其他人物。在游戏的最后，羽依里在临走前隐约感知到了过去暑假轮回中发生过的事情。他来到白羽的面前希望她传授炒饭的做法，白羽欣然同意。
续作
续作《REFLECTION BLUE》延续了Pocket路线的结局：消失而被困在轮回夹缝中的羽未被人叫住。她得知在全新的未来，羽依里依然与白羽相爱，生下了羽未。羽未回到现实世界，一家三口迎接美好的未来。

## 登場角色
聲優欄位依序為遊戲版／電視動畫版，僅列一人者即聲優相同。

### 主要角色
鷹原羽依里（聲：千葉翔也）
本作品的男主角。因為有不愉快的經歷，於是在為過世的奶奶整理遺物時，而來到鳥白島。在高中本來隸屬於游泳部，因為某些緣由從而遠離游泳。此後，成為不良學生捲進暴力事件，最後受到停學處罰。鳥白島上住民如同對待舊友一般歡迎着從家裡出來的羽依里。
鳴瀨白羽（聲：小原好美）
本作的剧情核心女角色。喜欢西瓜冰棒。出身於鳥白島上主導海之祭祀的鳴瀨家系，由於她的家系所持有的特殊能力，使得島上的一些人都用特別的眼光看待她，外加白羽自身也覺察到了這份能力的危險性，自己主動選擇遠離島上的住民，變成了“孤身一人”。在白羽线中，同羽依里等人度過一個美好的暑假後，也成長為了一個亭亭玉立的少女。經過ALKA路線和Pocket路线後，正式從時間迴圈的處境解脫，和羽依里展開全新的未來，續作《REFLECTION BLUE》補述羽依里和白羽仍舊相愛並誕下女兒羽未，迎接美好的新生活。
空門蒼（聲：高森奈津美）
继承島之傳承的少女，出身於主管山之祭祀的空門家系。通過觸摸七影蝶，獲得他人的記憶，從而能夠保有相當龐大的知識量。然而，作為代價，需要通過大腦整理記憶，因此不得不與睡意相抗衡。蒼之所以選擇觸犯禁忌，則是為了尋找到，在幼年時為了幫助自己，從而遭遇事故並因此陷入昏迷的雙胞胎姐姐的記憶。因為獲得了大量的記憶，所以也就熟知男女之事，經常有聽錯而滿嘴開火車的情況發生，故而同伴們也認為她是悶騷粉腦袋。在苍线中的最后，她在同羽依里度過的這個夏天當中，也成功蛻變，成為了成熟的女性。
久島鷗（聲：嶺內智美／稗田寧寧）
為了實現在兒時和夥伴的約定，從而來到鳥白島的少女。她的目的，就是為了尋找到在藏寶圖显现的小島的秘密——海盜船。她總是拉著行李箱，却并不曾告訴別人裡面到底是什麼東西，而在与羽依里寻找宝藏的尾声，向羽依里说出“這裡面就是真正的我”。在欧线中，為了實現鷗的“真正的願望”，羽依里將剩余的所有暑假，都獻給了她。
紬溫達斯（聲：岩井映美里）
居住在島上廢棄燈塔的不可思議少女，口头禅是“姆啾”。德日混血，為了在暑假中找到“想做的事情”而從“大洋彼岸”来到这里。紬本人是知道自己真正的身份的，所以每當她和羽依里愈發親近，她就越為“暑假結束後不得不回到朋友身邊”而难过。在䌷线中，溫柔的羽依里和靜久在接納這樣的紬之後，幫助她度過了整整一生的快樂時光，直到那最後一刻。
紬溫達斯（少女）（聲：岩井映美里）
遭遇神隱，從而長時間地被困在燈塔里的少女。她就是玩偶熊“紬”所尋找的“自身”，也是紬（玩偶熊）最重要的朋友。
野村美希（聲：一宮朔）
鳥白島狙擊手。隸屬於鳥白島少年團治安維持執行部，同時也是學校裡的風紀委員。每天最主要的功課就是從島內的廣播塔上狙擊可疑人物。面對擾亂風紀的人，就用愛槍（Hydro Gladiator·改）毫不留情地進行制裁。同白羽、蒼、良一、天善等人同學年，從小時候就有交情了。同時也有着父母离开，孤身一人住在島上的一面。
水織静久（聲：小山さほみ）
歐派既是正義，在初次邂逅羽依里时自称“吞食满月的乳房”。她是白羽等人在本土上的學校的學生會長。對歐派懷有崇高的愛情與敬意，平常對話就會摻雜不少“歐派語錄”。有著“明明很相信紬的歐派會成長，可是卻連1mm的變化都沒有”的說法。她家住在本土，自己則是為了紬，才在暑假前來鳥白島的。
神山识（聲：菲魯茲·藍（遊戲版））
《REFLECTION BLUE》新加入的角色。
來到鳥白島上的熱愛旅行的少女，在島上尋找著當地傳承的鬼的傳說，自稱是鬼的少女。
加藤羽未（聲：田中愛美）
亲戚家的孩子，平时会叫羽依里起床以及准备羽依里的饭菜，擅长的料理是炒饭。在港口的老伯那学会了钓鱼，在别人家里帮忙后拿到零食，每天早上都会去参加广播操，就像是一个普通享受暑假的小学生。
鷹原羽未（聲：田中愛美）
主人公鷹原羽依里和鳴瀨白羽未來的孩子。為了拯救白羽而前往過去。
七海（聲：花澤香菜）
在丢失了记忆的状态下被问起自己的名字时回答的是“七片大海”，后被小鸠简化为“七海”。為了拯救囚禁於悲傷的暑假記憶的白羽而前往了更遙遠的過去的羽未。借助於徘徊在時空夾縫中鳴瀨一族的庇護，已然不能保持自身身軀的羽未，化身成為了七海的模樣。在穿越時空時，她丟失了所有的記憶，甚至忘記了她為何在鳥白島上。她同幼小的白羽相遇，通過炒飯，從而順利想起了自己來到這裡的理由和目的。

### 其他配角
加納天善（聲：濱田洋平）
將青春過度奉獻給乒乓球的男人。也是島上的住民，同三谷良一同年級，還是兒時夥伴。外表上看起來冷靜知性，實際上卻因為太沉迷於乒乓球了，所以無論言行，都必然離不開乒乓球的角色。將乒乓球桌帶進島內的秘密基地，每天都在做奇怪的特訓。家裡是經營修理業的，所以他也會修理羽依里的摩托，並且時不時展現出設計意識很強的一面。
三谷良一（聲：熊谷健太郎）
爱好脫衣服的人。他是鳥白島的住民，同羽依里同年級。過去本來是很弱氣的，通過白羽線某件事情，成長為現在這個陽光開朗的性格。雖然他是喜爱脫衣服的人，不過因為他是敏感性皮膚，所以很怕鹽水。經常被守護小島治安的野美希狙擊。雖然他有一個摩托艇，不過騎上去會變得全身濕透，他還將島內某處廢棄小屋改造成了秘密基地，經常泡在那裡。
岬鏡子（聲：高本惠）
守望著暑假的女性。羽依里的母親的妹妹，也就是羽衣里的阿姨，有著與年齡不相符的外貌。沉迷考古學，因為古物收集，同加藤奶奶有些聯繫。她就是通過整理遺物的理由而將羽依里叫到島上的人。她做飯的手藝不僅致命，而且獨特，甚至可以讓羽未顫抖。她與白羽的母親瞳同學年，也是老朋友了。她處在一個俯瞰的視角，引導著羽未和羽依里。
稻荷（聲：鈴木KONOMI）
棲息在鳥白島上的狐狸，雌性，但仍会被黄书和女孩子的胖次吸引的原因是因为比起同族的雌性，更喜欢人类的雌性而已，经常貼在蒼身邊。打乒乓球比天善還要厲害，在与天善的乒乓球对练中凭借在神社中习得的稻荷的绝招“威鸣狸”击败天善后可以获得超过2000万的得分，在岛可梦对战中也可以轻松地克制“公主”。肚子揉起來有著歐派一般的柔軟度。能聽懂人話和讀懂氛圍的狐狸。
鳴瀨小鳩（聲：白石稔）
鳥白島上的健壯老翁。白羽的外公。自從自己的女兒女婿離開後，一個人將外孫女養大。很關心在島內被孤立的白羽，對試圖靠近白羽的人毫不留情。本人則是鳥白島上傳承的“水中格鬥技”的熟練者，為了白羽而和羽依里對決。相貌嚴肅，不善言語，但對白羽的愛非常深。在“公主”沉睡后接替“公主”担当“岛可梦对战之王”的称号，钻研和磨练自己十年也从未赢过“公主”。
空門藍（聲：高森奈津美）
蒼的雙胞胎姐姐。年少時在尋找蒼所說的蝴蝶時發生意外，至今住院，昏迷不醒。岛可梦战士排行榜中隐藏着的真正第一，被岛可梦战士们称为“公主”，“岛可梦对战之王”的称号在当时无人能撼动。
久島鷺（聲：小若和郁那）
鷗的母親。在鳥白島附近的小島上擁有一棟別墅，曾經與鷗和丈夫三人一起造訪過。

## 擴充版
在擴充版（REFLECTION BLUE）中，額外增加四條劇情線路，分別爲野村美希、水織靜久、神山識以及羽未線，共有十條劇情線，此處羽未線不同於普通版的ALKA線。對於原四大劇情線而言，其中有部分小點劇情被修改。對於原Pocket線而言，最終結局被修改。

## 製作人員
- 原案：麻枝准
- 原畫：Na-Ga、和泉Tsubasu、永山ゆうのん（日语：永山ゆうのん）、
- SD插畫：
- 劇本：新島夕、魁（日语：魁 (シナリオライター)）、
- 音樂：折戶伸治、麻枝准、竹下智博（日语：竹下智博）、水月陵（日语：水月陵）
- 製作人：丘野塔也

## 主題曲

### Summer Pockets
開場曲Alka Tale
作詞：魁，作曲：折戶伸治，編曲：中山真斗
演唱：鈴木KONOMI
插入曲
原曲：德國民謠小鳥的婚禮，作詞：，作曲：折戶伸治，編曲：水月陵
演唱：䌷 文德斯（聲優：岩井映美里）
插入曲
作詞：魁，作曲、編曲：竹下智博
演唱：YURiKA
插入曲
編曲：
演唱：鳴瀨白羽（聲優：小原好美）
女主角綫路結尾曲Lasting Moment
作詞：新島夕，作曲、編曲：
演唱：鈴木KONOMI
ALKA綫路結尾曲
作詞：新島夕，作曲：折戶伸治，編曲：塚越雄一朗（NanosizeMir）
演唱：水谷瑠奈（NanosizeMir）
大結局（Pocket綫路）結尾曲
作詞、作曲：麻枝准，編曲：bermei.inazawa
演唱：rionos
任天堂Switch版大結局結尾曲
作詞、作曲：麻枝准，編曲：bermei.inazawa
演唱：rionos

### Summer Pockets REFLECTION BLUE
除下述特別列出的曲目外，其他曲目沿用原版。
開場曲
作詞：魁，作曲：折戶伸治，編曲：冢越雄一朗
演唱：鈴木KONOMI
插入曲
作詞：魁，作曲、編曲：水月陵
演唱：水谷瑠奈
神山識綫路結尾曲
作詞：魁，作曲、編曲：
演唱：YURiKA
大結局（Pocket綫路）結尾曲
作詞、作曲：麻枝准，編曲：bermei.inazawa
演唱：rionos

## 評價
《Summer Pocket》在开售后登上了美少女游戏销量排行榜——它在日本ACG相关商品销售网站Getchu屋首次登上月度排行榜时夺得第1位，次月则排在第4位。到了2018年全年销售量排行榜，本作在Getchu屋排行第3。
玩家投票方面，《Summer Pocket》在Getchu屋被票选为发售当月第1佳的美少女游戏，亦獲得「萌系遊戲大賞」发售当月的月間賞。Getchu屋亦在每年舉辦美少女遊戲大賞，讓用戶就去年發售的美少女遊戲在不同範疇的表現投票。《Summer Pocket》在2021年美少女遊戲大賞中，獲得综合部门、剧本、音乐和开场动画第1位，CG部门第二位，游戏系统部门第7位；鸣濑白羽和久岛鸥分别夺得角色部门的第2位和第14位。

## 網路廣播
2018年2月27日起，由馬場隆博擔任主持人的網路廣播節目在YouTube上播出。2020年4月3日至5月25日，由鳴瀨白羽的聲優小原好美與鳴瀨小鳩的聲優白石稔擔任主持人的《Summer Pockets Radio》在音泉上播出。2025年4月7日起，由鷹原羽依里的聲優千葉翔也、久島鷗的聲優稗田寧寧以及加藤羽未的聲優田中愛美擔任主持人的《Summer Pockets 》在音泉上播出。

## 漫畫
Summer Pockets 
以紬溫達斯為主角的衍生漫畫，於2025年2月28日起在電擊萌王、Kadokawa Comic和Niconico漫畫漫畫上連載，由作畫。
Summer Pockets
於2025年3月舉辦的AnimeJapan 2025上宣布，於2025年5月30日起在隔壁的YOUNG JUMP上連載，由wogura作畫。

## 電視動畫
2021年12月29日VISUAL ARTS於直播中正式宣布《Summer Pockets》将改編成動畫，於2025年4月連續播出兩季度。

### 製作人員（電視動畫）
- 原作：VISUAL ARTS／Key／Summer Pockets
- 導演：小林智樹
- 劇本統籌：大知慶一郎
- 人物設定：大塚舞
- 美術：美峰
- 美術監督：吉原俊一郎（日语：吉原俊一郎）
- 美術設定：青木薰
- 特技作畫監督：德丸輝明
- 色彩設計：田川沙里
- 攝影監督：難波史
- 3DCG監督：小川耕平
- 編輯：丸山流美
- 音響監督：納谷僚介
- 原案：麻枝准
- 原作劇本：新島夕、魁（日语：魁 (シナリオライター)）、
- 角色原案：Na-Ga、和泉Tsubasu、永山ゆうのん（日语：永山ゆうのん）、
- 音樂：折戶伸治、麻枝准、竹下智博（日语：竹下智博）、水月陵（日语：水月陵）、大橋柊平
- 動畫製作：feel.[7]
- 動畫製作人：瀧崎誠
- 原作製作人：丘野塔也
- 製作人：中島直人
- 製作：鳥白島觀光協會

### 主題曲（電視動畫）
片頭曲
（第1話—第17話）
演唱：鈴木KONOMI，作詞：魁，作曲：折戶伸治，編曲：中山真斗
（第18話—）
演唱：鈴木KONOMI，作詞：魁，作曲、編曲：折戶伸治、水月陵
片尾曲
Lasting Moment（第2話—第17話）
演唱：鈴木KONOMI，作詞：新島夕，作曲、編曲：
（第18話—）
演唱：鳴瀨白羽（小原好美）、加藤羽未（田中愛美），作詞：魁，作曲：，編曲：
插入曲
（第10話）
演唱：水谷瑠奈，作詞：魁，作曲、編曲：水月陵
（第10話）
演唱：紬溫達斯（岩井映美里），作詞：，作曲：、折戶伸治，編曲：、折戶伸治、水月陵
（第12話）
演唱：空門蒼（高森奈津美），作詞：魁，作曲：折戶伸治，編曲：塚越雄一朗
（第17話）
演唱：鳴瀨白羽（小原好美），作詞：新島夕，作曲、編曲：水月陵

### 各話列表
| 話數   | 標題           | 劇本       | 分鏡             | 演出                                 | 作畫監督 | 總作畫監督                           | 首播日期      |
| ------ | -------------- | ---------- | ---------------- | ------------------------------------ | --- | ------------------------------------ | ------------- |
| 第1話  | 歡迎來到鳥白島 | 大知慶一郎 | 小林智樹         | 吉澤太智                             | 大塚舞 | -                                    | 2025年 4月7日 |
| 第2話  |                | 大知慶一郎 | 大原實           | 藤井貴夫                             | 枡田邦彰、清水慶太、谷川亮介、佐藤元昭                                                                               | 柳川沙樹、辻上彩華、大塚舞           | 4月14日       |
| 第3话  | 海盗船与少女   | 大知慶一郎 | 室谷靖、小林智树 | 莫梓航                               | 刘云留、佐藤元昭、枡田邦彰、西田美弥子、大塚舞                                                                       | 大塚舞                               | 4月21日       |
| 第4話  |                | 大知慶一郎 | 平峰義大         | 今井翔太                             | 北村友幸、川島尚、劉雲留、楊列駿、西田美彌子、枡田邦彰                                                               | 大塚舞                               | 4月28日       |
| 第5話  | 鬍子貓團的冒險 | 大知慶一郎 | 吉田英俊         | 立田真一、Yuri Pinzon、Elijah Ragas  | 枡田邦彰、清水慶太、谷川亮介、佐藤元昭、Lance Fonacier、Rhea Jacintos、Cyrell Mamar、Manuel Tayo                     | 柳川沙樹、辻上彩華                   | 5月5日        |
| 第6話  | 跨越七大洋     | 大知慶一郎 | 清水聰           | 吉澤太智                             | 、北村友幸、楊列駿、熊谷勝弘、劉雲留                                                                                 | 大塚舞                               | 5月12日       |
| 第7話  |                | 山田靖智   | Royden島津       | 莫梓航                               | 楊列駿、川島尚、前田義宏、西田美彌子、顧金秋、趙玲                                                                   | 川村幸祐                             | 5月19日       |
| 第8話  | 尋找想做的事   | 山田靖智   | 清水聰           | 立田真一、Yuri Pinzon、Elijah Ragas  | 枡田邦彰、清水慶太、谷川亮介、佐藤元昭、Lance Fonacier、Rhea Jacintos、Cyrell Mamar、Manuel Tayo                     | 柳川沙樹                             | 5月26日       |
| 第9話  |                | 山田靖智   | 今井翔太         | 今井翔太                             | 前田義宏、川島尚、楊列駿、成松義人、北村友幸                                                                         | 大塚舞                               | 6月2日        |
| 第10話 | 一輩子的暑假   | 山田靖智   | 小林智樹         | 吉澤太智                             | 金井裕子、枡田邦彰、北村友幸、西田美彌子、楊列駿、成松義人、姚遠、李文静、陳佳慧                                     | 大塚舞                               | 6月9日        |
| 第11話 |                | 魁         | 清水聰           | 立田真一、Yuri Pinzon、Elijah Ragas  | 枡田邦彰、清水慶太、谷川亮介、佐藤元昭、Yuri Pinzon、Lance Fonacier、Cyrell Mamar、Manuel Tayo                       | 川村幸祐、柳川沙樹、辻上彩華         | 6月16日       |
| 第12話 | 空門的巫女     | 魁         | 清水聰           | 莫梓航、吉澤太智、立田真一、今井翔太 | 德田賢朗、前田義宏、西田美彌子、楊列駿、成松義人、川島尚、葉增堯                                                     | 大塚舞、川村幸祐                     | 6月23日       |
| 第13話 |                | 魁         |                  | 莫梓航                               | 枡田邦彰、金井裕子、田頭沙織、清水慶太、川島尚、前田義宏、楊列駿、陳泊遠、佐藤元昭、範軒然、山內亞紀、STUDIO MASSKET | 大塚舞、川村幸祐                     | 6月30日       |
| 第14話 | 黎明的記憶     | 魁         | 川口敬一郎       | 立田真一、Yuri Pinzon、Elijah Ragas  | 枡田邦彰、清水慶太、谷川亮介、佐藤元昭、Lance Fonacier、Cyrell Mamar、Manuel Tayo、Ria Caluya、Jeorgie Balance       | 柳川沙樹                             | 7月7日        |
| 第15話 |                | 青島崇     | 今井翔太         | 今井翔太                             | 田頭沙織、片桐七星、川島尚、德田賢朗、西田美彌子、楊列駿、北村友幸、百代                                             | 大塚舞、川村幸祐                     | 7月14日       |
| 第16話 |                | 青島崇     | 大原實           |                                      | 、德田賢朗、佐藤元昭、西田美彌子、山本篤史、北村友幸、成松義人                                                       | 大塚舞、佐藤元昭                     | 7月21日       |
| 第17話 |                | 青島崇     | 吉田英俊         | 立田真一、吉澤太智                   | 枡田邦彰、金井裕子、穗積彩夏、柳川沙樹、清水慶太、佐藤元昭、谷川亮介                                                 | 枡田邦彰、辻上彩華、柳川沙樹         | 7月28日       |
| 第18話 |                | 大知慶一郎 | 平峰義大         | 吉澤太智、小林智樹、嵯峨敏           | 川島尚、百代、前田義宏、西田美彌子、清水慶太、姚遠、趙玲                                                             | 大塚舞、佐藤元昭、枡田邦彰、金井裕子 | 8月4日        |
| 第19話 |                | 山田靖智   | 大原實           | 莫梓航                               | 楊列駿、陳泊遠、山內亞紀、saitou、向書君                                                                             | 大塚舞                               | 8月11日       |
| 第20話 | 結婚           | 青島崇     | 立田真一         | 立田真一、吉澤太智                   | 北村友幸、德田賢朗、谷川亮介、佐藤元昭、百代、川島尚、清水慶太                                                       | 大塚舞、枡田邦彰、金井裕子           | 8月18日       |

### 播映平台
| 播放日期       | 播放時間（UTC+9）  | 播放電視台   | 播放地區       | 備註                             |
| -------------- | ------------------ | ------------ | -------------- | -------------------------------- |
| 2025年4月7日—  | 星期一 23:30—00:00 | TOKYO MX     | 東京都         | 製作參加                         |
|                |                    | BS11         | 日本全域       | 製作參加／BS放送／《ANIME+》時段 |
| 2025年4月9日—  | 星期三 2:00—2:30   | 靜岡放送     | 靜岡縣         | 《スーパーアニメ6区》時段        |
|                | 星期三 3:30–4:00   | MBS          | 近畿广域圈     | 製作參加／《アニメ特区》第3部    |
| 2025年4月10日— | 星期四 23:00—23:30 | AT-X         | 日本全域       | CS放送／字幕放送／可重複播放     |
| 2025年4月12日— | 星期六 1:18—1:48   | 瀨戶內電視台 | 岡山縣、香川縣 |                                  |

| 播映日期      | 播映时间（UTC+8） | 播映平台       | 播映地区       | 备注   |
| ------------- | ----------------- | -------------- | -------------- | ------ |
| 2025年4月7日— | 星期一 23:00      | 哔哩哔哩       | 中国大陆       | [ 36 ] |
|               |                   | 巴哈姆特動畫瘋 | 香港 澳門 台灣 |        |
|               |                   | YouTube        |                |        |

### BD
| 卷數 | 發售日期           | 收錄話數     | 規格編號 |
| ---- | ------------------ | ------------ | -------- |
| 上   | 2025年10月31日預定 | 第1話—第14話 | 待公布   |
| 下   | 2025年12月19日預定 | 待公布       | 待公布   |

## 外部連結
Summer Pockets
- 官方网站  （日語）
- 《Summer Pockets》在視覺小說數據庫的頁面 （英文）

Summer Pockets REFLECTION BLUE
- Summer Pockets REFLECTION BLUE 官方網站 （日語）

電視動畫
- 電視動畫《Summer Pockets》官方網站 （日語）
- 電視動畫《Summer Pockets》的X（前Twitter）
- Summer Pockets（動畫）在動畫新聞網百科全書中的資料（英文）